# Conferência Nordeste da Superliga Nacional de Futebol Americano de 2016
A Conferência Nordeste é uma das quatro conferências da Superliga Nacional de Futebol Americano de 2016.
As quatro melhores equipes classificam-se para as semifinais da conferência. O campeão da conferência classifica-se às semifinais da Superliga Nacional de 2016. A pior equipe da conferência sendo rebaixada para a Liga Nacional de 2017.

## Classificação
Classificados para os playoffs estão marcados em verde e em rosa o rebaixado à Liga Nacional de 2017.
| Pos | Times                 | V | E | D | PCT  | PF  | PS  | SP   |
| --- | --------------------- | - | - | - | ---- | --- | --- | ---- |
| 1   | Ceará Caçadores       | 5 | 0 | 1 | .833 | 171 | 106 | 65   |
| 2   | Recife Mariners       | 5 | 0 | 1 | .833 | 173 | 33  | 140  |
| 3   | João Pessoa Espectros | 4 | 0 | 2 | .667 | 207 | 71  | 136  |
| 4   | América Bulls         | 4 | 0 | 2 | .667 | 78  | 111 | -33  |
| 5   | Recife Pirates        | 2 | 0 | 4 | .333 | 84  | 159 | -75  |
| 6   | UFERSA Petroleiros    | 1 | 0 | 5 | .167 | 54  | 138 | -84  |
| 7   | Vitória FA[a]         | 0 | 0 | 6 | .000 | 32  | 181 | -149 |

### Resultados
Primeira Rodada
| 9 de julho 15:00 UTC -3 | Relatório | Recife Mariners | 21–07 | Recife Pirates |  | Estádio dos Aflitos, Recife-PE Público: 1 954 |  |

| 10 de julho 16:00 UTC -3 | Relatório | Ceará Caçadores | 42–31 | João Pessoa Espectros |  | Estádio Presidente Vargas, Fortaleza-CE Público: 3 097 |  |

| 16 de julho 14:00 UTC -3 |  | Vitória FA | 00–12 | América Bulls |  | Estádio Edvaldo Costa Santos, Lauro de Freitas-BA |  |

Segunda Rodada
| 23 de julho 15:00 UTC -3 | Relatório | Recife Pirates | 22–18 | UFERSA Petroleiros |  | Estádio dos Aflitos, Recife-PE |  |

| 31 de julho 14:00 UTC -3 | Relatório | Vitória FA | 00–43 | João Pessoa Espectros |  | Estádio Edvaldo Costa Santos, Lauro de Freitas-BA |  |

| 31 de julho 15:00 UTC -3 | Relatório | América Bulls | 21–13 | Ceará Caçadores |  | Estádio José Pascoal de Lima, Natal-RN |  |

Terceira Rodada
| 6 de agosto | Relatório | América Bulls | 00–43 | Recife Mariners |  | Estádio José Pascoal de Lima, Natal-RN |  |

| 6 de agosto 17:00 UTC -3 |  | UFERSA Petroleiros | 12–00 | Vitória FA |  | Estádio Nogueirão, Mossoró-RN |  |

| 7 de agosto 15:00 UTC -3 | Relatório | João Pessoa Espectros | 45–06 | Recife Pirates |  | Estádio Almeidão, João Pessoa-PB Público: 1 986 |  |

Quarta Rodada
| 20 de agosto 14:00 UTC -3 | Relatório | Recife Pirates | 21–20 | Vitória FA |  | Campo da UFRPE, Recife-PE |  |

| 21 de agosto 16:00 UTC -3 | Relatório | Ceará Caçadores | 16–15 | Recife Mariners |  | Estádio Presidente Vargas, Fortaleza-CE |  |

| 21 de agosto 16:00 UTC -3 | Relatório | UFERSA Petroleiros | 00–48 | João Pessoa Espectros |  | Estádio Nogueirão, Mossoró-RN |  |

Quinta Rodada
| 3 de setembro 14:00 UTC -3 | Relatório | Recife Mariners | 36–00 | UFERSA Petroleiros |  | Estádio dos Aflitos, Recife-PE |  |

| 4 de setembro 14:00 UTC -3 | Relatório | Vitória FA | 12–49 | Ceará Caçadores |  | Estádio Edvaldo Costa Santos, Lauro de Freitas-BA |  |

| 11 de setembro 14:00 UTC -3 | Relatório | João Pessoa Espectros | 30–09 | América Bulls |  | Vila Olímpica Parahyba, João Pessoa-PB |  |

Sexta Rodada
| 25 de setembro 14:00 UTC -3 | Relatório | João Pessoa Espectros | 10–14 | Recife Mariners |  | Vila Olímpica Parahyba, João Pessoa-PB Público: 1 795 |  |

| 25 de setembro 15:00 UTC -3 | Relatório | América Bulls | 18–12 | UFERSA Petroleiros |  | Estádio José Pascoal de Lima, Natal-RN |  |

| 25 de setembro 16:00 UTC -3 | Relatório | Ceará Caçadores | 37–15 | Recife Pirates |  | Estádio Presidente Vargas, Fortaleza-CE |  |

Sétima Rodada
| 8 de outubro 14:00 UTC -3 | Relatório | Recife Mariners | 44–00 | Vitória FA |  | Estádio dos Aflitos, Recife-PE |  |

| 9 de outubro 14:00 UTC -3 |  | Recife Pirates | 13–18 | América Bulls |  | Estádio dos Aflitos, Recife-PE |  |

| 9 de outubro 16:00 UTC -3 | Relatório | UFERSA Petroleiros | 12–14 | Ceará Caçadores |  | Estádio Nogueirão, Mossoró-RN |  |

## Ligação externa
- Classificação no Futebol Americano Brasil